# REST
REST(Representational State Transfer)는 월드 와이드 웹과 같은 분산 하이퍼미디어 시스템을 위한 소프트웨어 아키텍처의 한 형식이다. 이 용어는 로이 필딩(Roy Fielding)의 2000년 박사학위 논문에서 소개되었다. 필딩은 HTTP의 주요 저자 중 한 사람이다. 이 개념은 네트워킹 문화에 널리 퍼졌다.
엄격한 의미로 REST는 네트워크 아키텍처 원리의 모음이다. 여기서 '네트워크 아키텍처 원리'란 자원을 정의하고 자원에 대한 주소를 지정하는 방법 전반을 일컫는다. 간단한 의미로는, 웹 상의 자료를 HTTP위에서 SOAP이나 쿠키를 통한 세션 트랙킹 같은 별도의 전송 계층 없이 전송하기 위한 아주 간단한 인터페이스를 말한다. 이 두 가지의 의미는 겹치는 부분과 충돌되는 부분이 있다. 필딩의 REST 아키텍처 형식을 따르면 HTTP나 WWW가 아닌 아주 커다란 소프트웨어 시스템을 설계하는 것도 가능하다. 또한, 리모트 프로시저 콜 대신에 간단한 XML과 HTTP 인터페이스를 이용해 설계하는 것도 가능하다.
필딩의 REST 원리를 따르는 시스템은 종종 RESTful이란 용어로 지칭된다. 열정적인 REST 옹호자들은 스스로를 RESTafrians 이라고 부른다.

## 역사

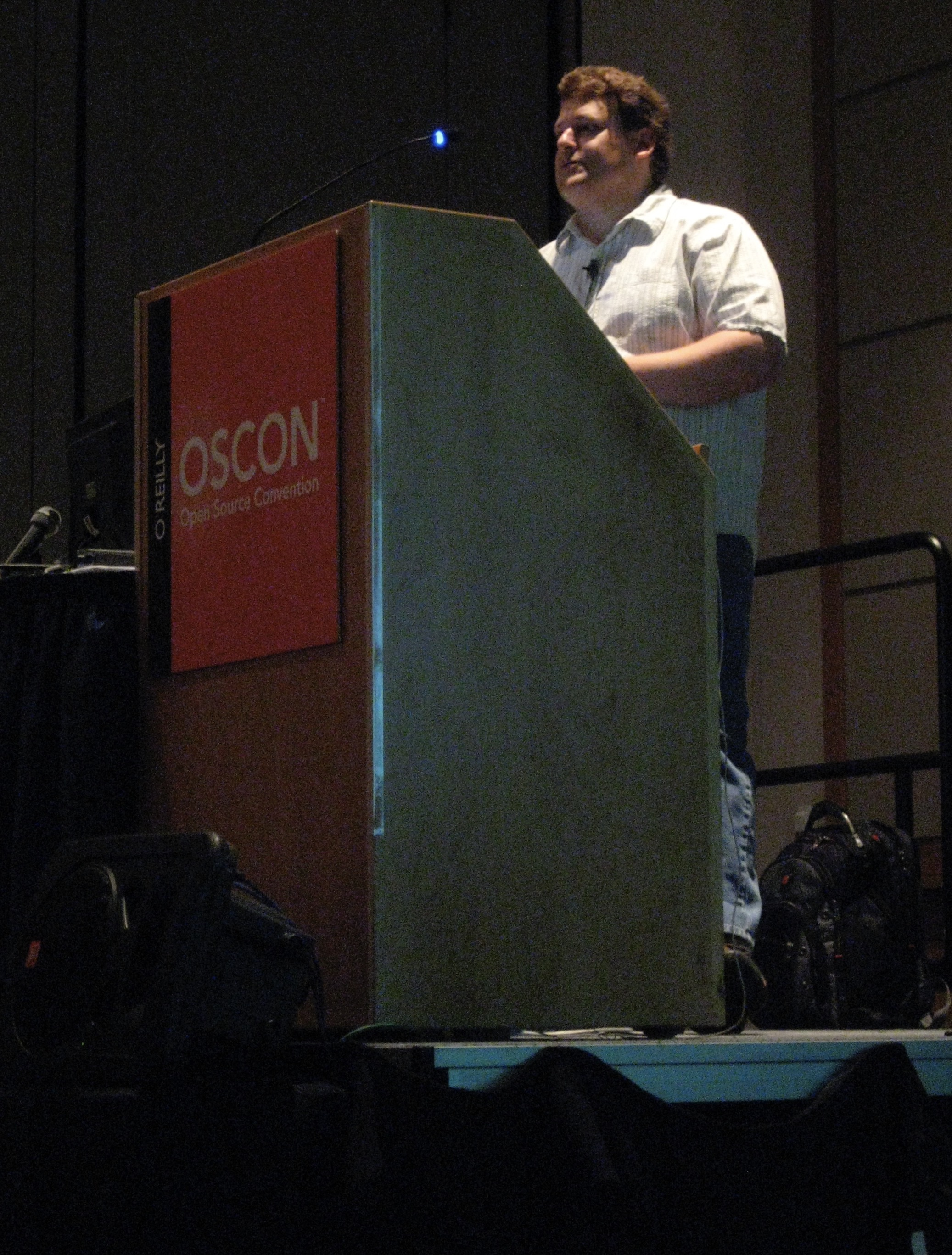
OSCON 2008에서 연설 중인 로이 필딩.

로이 필딩(Roy Fielding)은 2000년에 UC 어바인에서 "Architectural Styles and the Design of Network-based Software Architectures"라는 제목의 2000년 박사 학위 논문에 REST를 정의하였다. 그는 1996년부터 1999년까지 HTTP 1.0의 기존 디자인에 기반을 둔 HTTP 1.1와 병행하여 REST 구조의 스타일을 개발하였다.

## 원리

### REST 아키텍처에 적용되는 6가지 제한 조건
다음 제한 조건을 준수하는 한 개별 컴포넌트는 자유롭게 구현할 수 있다.
- 인터페이스 일관성 : 일관적인 인터페이스로 분리되어야 한다
- 무상태(Stateless): 각 요청 간 클라이언트의 콘텍스트가 서버에 저장되어서는 안 된다
- 캐시 처리 가능(Cacheable): WWW에서와 같이 클라이언트는 응답을 캐싱할 수 있어야 한다.
  - 잘 관리되는 캐싱은 클라이언트-서버 간 상호작용을 부분적으로 또는 완전하게 제거하여 scalability와 성능을 향상시킨다.
- 계층화(Layered System): 클라이언트는 보통 대상 서버에 직접 연결되었는지, 또는 중간 서버를 통해 연결되었는지를 알 수 없다. 중간 서버는 로드 밸런싱 기능이나 공유 캐시 기능을 제공함으로써 시스템 규모 확장성을 향상시키는 데 유용하다.
- Code on demand (optional) - 자바 애플릿이나 자바스크립트의 제공을 통해 서버가 클라이언트가 실행시킬 수 있는 로직을 전송하여 기능을 확장시킬 수 있다.
- 클라이언트/서버 구조 : 아키텍처를 단순화시키고 작은 단위로 분리(decouple)함으로써 클라이언트-서버의 각 파트가 독립적으로 개선될 수 있도록 해준다..

### REST 인터페이스의 원칙에 대한 가이드

#### 자원의 식별
요청 내에 기술된 개별 자원을 식별할 수 있어야 한다. 웹 기반의 REST 시스템에서의 URI의 사용을 예로 들 수 있다. 자원 그 자체는 클라이언트가 받는 문서와는 개념적으로 분리되어 있다. 예를 들어, 서버는 데이터베이스 내부의 자료를 직접 전송하는 대신, 데이터베이스 레코드를 HTML, XML이나 JSON 등의 형식으로 전송한다.

#### 메시지를 통한 리소스의 조작
클라이언트가 어떤 자원을 지칭하는 메시지와 특정 메타데이터만 가지고 있다면 이것으로 서버 상의 해당 자원을 변경·삭제할 수 있는 충분한 정보를 가지고 있는 것이다.

#### 자기서술적 메시지
각 메시지는 자신을 어떻게 처리해야 하는지에 대한 충분한 정보를 포함해야 한다. 예를 들어 MIME type과 같은 인터넷 미디어 타입을 전달한다면, 그 메시지에는 어떤 파서를 이용해야 하는지에 대한 정보도 포함해야 한다. 미디어 타입만 가지고도, 클라이언트는 어떻게 그 내용을 처리해야할 지 알 수 있어야 한다. 메시지를 이해하기 위해 그 내용까지 살펴봐야 한다면, 그 메시지는 자기서술적이 아니다. 예를 들어, 단순히 "application/xml"이라는 미디어 타입은, 실제 내용을 다운로드 받지 않으면 그 메시지만 가지고는 무엇을 해야할지에 대해 충분히 알려주지 못한다.

#### 애플리케이션의 상태에 대한 엔진으로서 하이퍼미디어
만약에 클라이언트가 관련된 리소스에 접근하기를 원한다면, 리턴되는 지시자에서 구별될 수 있어야 한다. 충분한 콘텍스트 속에서의 URI를 제공해주는 하이퍼텍스트 링크의 예를 들 수 있겠다.

### REST 의 주요한 목표
- 구성 요소 상호작용의 규모 확장성(scalability of component interactions)
- 인터페이스의 범용성 (Generality of interfaces)
- 구성 요소의 독립적인 배포(Independent deployment of components)
- 중간적 구성요소를 이용해 응답 지연 감소, 보안을 강화, 레거시 시스템을 인캡슐레이션 (Intermediary components to reduce latency, enforce security and encapsulate legacy systems)

## 같이 보기
- 원격 프로시저 호출
- XML-RPC/JSON-RPC
- SOAP
- HTTP